# 18a etapa del Tour de França de 2016
La 18a etapa del Tour de França de 2016 es disputà el dijous 21 de juliol de 2016. Fou una contrarellotge de 17 km entre Salenches i Megéva.

## Resultats

### Classificació de l'etapa
| \| Classificació de l'etapa \| Classificació de l'etapa \| Classificació de l'etapa \| Classificació de l'etapa \| Classificació de l'etapa \| \| Corredor \| Corredor \| Equip \| Temps \| \| \| ------------------------ \| -------------------------- \| ------------------------ \| ------------------------ \| ------------------------ \| \| 1r \| Christopher Froome \| Team Sky \| 30' 43" \| \| \| 2n \| Tom Dumoulin \| Giant-Alpecin \| + 21" \| \| \| 3r \| Fabio Aru \| Astana \| + 33" \| \| \| 4t \| Richie Porte \| BMC Racing Team \| + 33" \| \| \| 5è \| Romain Bardet \| AG2R La Mondiale \| + 42" \| \| \| 6è \| Thomas De Gendt \| Lotto-Soudal \| + 1' 02" \| \| \| 7è \| Ion Izagirre Insausti \| Movistar Team \| + 1' 03" \| \| \| 8è \| Joaquim Rodríguez i Oliver \| Katusha \| + 1' 05" \| \| \| 9è \| Louis Meintjes \| Lampre-Merida \| + 1' 08" \| \| \| 10è \| Nairo Quintana Rojas \| Movistar Team \| + 1' 10" \| \| |                            |                  |          |
| |                            |                  |          |
| Font: ProCyclingStats |                            |                  |          |
| Classificació de l'etapa |                            |                  |          |
| Corredor | Corredor                   | Equip            | Temps    |
| 1r | Christopher Froome         | Team Sky         | 30' 43"  |
| 2n | Tom Dumoulin               | Giant-Alpecin    | + 21"    |
| 3r | Fabio Aru                  | Astana           | + 33"    |
| 4t | Richie Porte               | BMC Racing Team  | + 33"    |
| 5è | Romain Bardet              | AG2R La Mondiale | + 42"    |
| 6è | Thomas De Gendt            | Lotto-Soudal     | + 1' 02" |
| 7è | Ion Izagirre Insausti      | Movistar Team    | + 1' 03" |
| 8è | Joaquim Rodríguez i Oliver | Katusha          | + 1' 05" |
| 9è | Louis Meintjes             | Lampre-Merida    | + 1' 08" |
| 10è | Nairo Quintana Rojas       | Movistar Team    | + 1' 10" |

## Classificacions a la fi de l'etapa

### Classificació general
| \| Classificació general \| Classificació general \| Classificació general \| Classificació general \| Classificació general \| \| Corredor \| Corredor \| Equip \| Temps \| \| \| --------------------- \| --------------------------- \| --------------------- \| --------------------- \| --------------------- \| \| 1r \| Christopher Froome \| Team Sky \| 77h 55' 53" \| \| \| 2n \| Bauke Mollema \| Trek-Segafredo \| + 3' 52" \| \| \| 3r \| Adam Yates \| Orica-BikeExchange \| + 4' 16" \| \| \| 4t \| Nairo Quintana Rojas \| Movistar Team \| + 4' 37" \| \| \| 5è \| Romain Bardet \| AG2R La Mondiale \| + 4' 57" \| \| \| 6è \| Richie Porte \| BMC Racing Team \| + 5' 00" \| \| \| 7è \| Fabio Aru \| Astana \| + 6' 08" \| \| \| 8è \| Alejandro Valverde Belmonte \| Movistar Team \| + 6' 37" \| \| \| 9è \| Louis Meintjes \| Lampre-Merida \| + 7' 15" \| \| \| 10è \| Daniel Martin \| Etixx-Quick Step \| + 7' 18" \| \| |                             |                    |             |
| |                             |                    |             |
| Font: ProCyclingStats |                             |                    |             |
| Classificació general |                             |                    |             |
| Corredor | Corredor                    | Equip              | Temps       |
| 1r | Christopher Froome          | Team Sky           | 77h 55' 53" |
| 2n | Bauke Mollema               | Trek-Segafredo     | + 3' 52"    |
| 3r | Adam Yates                  | Orica-BikeExchange | + 4' 16"    |
| 4t | Nairo Quintana Rojas        | Movistar Team      | + 4' 37"    |
| 5è | Romain Bardet               | AG2R La Mondiale   | + 4' 57"    |
| 6è | Richie Porte                | BMC Racing Team    | + 5' 00"    |
| 7è | Fabio Aru                   | Astana             | + 6' 08"    |
| 8è | Alejandro Valverde Belmonte | Movistar Team      | + 6' 37"    |
| 9è | Louis Meintjes              | Lampre-Merida      | + 7' 15"    |
| 10è | Daniel Martin               | Etixx-Quick Step   | + 7' 18"    |

### Classificació per punts
|   | Ciclista            | Equip          | Punts |
| - | ------------------- | -------------- | ----- |
| 1 | Peter Sagan (SVK)   | Team Tinkoff   | 425   |
|   | Marcel Kittel (GER) | Lotto Soudal   | 228   |
| 3 | Bryan Coquard (FRA) | Direct Énergie | 156   |

### Classificació de la muntanya
|   | Ciclista              | Equip        | Punts |
| - | --------------------- | ------------ | ----- |
| 1 | Rafał Majka (POL)     | Team Tinkoff | 173   |
| 2 | Thomas De Gendt (BEL) | Lotto Soudal | 90    |
| 3 | Ilnur Zakarin (RUS)   | Team Katusha | 78    |

### Classificació del millor jove
|   | Ciclista             | Equip              | Temps       |
| - | -------------------- | ------------------ | ----------- |
| 1 | Adam Yates (GBR)     | Orica-BikeExchange | 78h 00' 09" |
| 2 | Louis Meintjes (RSA) | Lampre-Merida      | + 2'59"     |
| 3 | Warren Barguil (FRA) | Team Giant-Alpecin | + 31' 28"   |

### Classificació per equips
|    | Equip           | Temps        |
| -- | --------------- | ------------ |
| 1r | Movistar Team   | 233h 58' 34" |
| 2n | Team Sky        | + 3' 23"     |
| 3r | BMC Racing Team | + 17' 21"    |

## Abandonaments
- 62 -  Fabian Cancellara (SUI) (Trek-Segafredo): No surt
- 132 -  Shane Archbold (NZL) (Bora-Argon 18): No surt